# アッセンデルフトの聖オドゥルフス教会の内部
『アッセンデルフトの聖オドゥルフス教会の内部』（アッセンデルフトのせいオドゥルフスきょうかいのないぶ、蘭: Interieur van de Sint-Odulphuskerk in Assendelft, Pieter Jansz. Saenredam、英: Interior of the Sint-Odulphuskerk in Assendelft）は、17世紀オランダ絵画黄金時代の画家ピーテル・ヤンスゾーン・サーンレダム (1597-1665年) が板上に油彩で制作した絵画である。画家の生地アッセンデルフトの教会の内部を描いている。作品は、アムステルダム市からの寄託の形で、1885年以来、アムステルダム国立美術館に所蔵されている。 
画家は、1628年に建築物の内部を描く絵画に特化することを決め、1633–1634年に本作の最初のスケッチを制作した。その後、遠近法を確立するための1643年の準備素描 (下絵) 用にこれらのスケッチを用い、最終的に1649年10月2日に本作を完成させた。このようにスケッチを作り、サイズを図り、下絵を構成する一連の作業を経てから最終的な絵画作品を描き始めるのは、サーンレダムの制作法であった。
線遠近法により1つの消失点にすべての直線が収斂する教会内部では説教が行われており、明るく、透明な光が空間を照らしている。画面左側の長椅子の背には、「これはオランダの村、アッセンデルフトにある教会である。1649年10月2日にピーテル・サーンレダムによって描かれた」と記されているのが見て取れる。この教会はサーンレダムにとって特別なものであった。画家の父ヤンが埋葬されていたからであり、画家は父の墓碑を前面に描き出している。